# Oroqenfolkets autonoma baner
Oroqenfolkets autonoma baner är ett autonomot baner för oroqenfolket som lyder under  Hulunbuirs stad på prefekturnivå i den autonoma regionen Inre Mongoliet i nordöstra Kina. Det ligger omkring 1 400 kilometer nordost om regionhuvudstaden Hohhot. 